# 宮嶋みぎわ
宮嶋 みぎわ（みやじま みぎわ）は、ジャズ・作曲家、（ピアノ）奏者。2024年現在、アメリカ・ニューヨーク在住。

## 来歴
- 1999年 - 社会人ビッグバンド「miggy+」を立ち上げ。
- 2004年 - 音楽家に転身
- 2009年
  - The Vanguard Jazz Orchestra(以降VJO)の20年ぶりの日本ツアーをプロデュース。
  - 12月 - VJOとして初、メル・ルイスバンド時代から数えても20年ぶりの日本ツアー（ブルーノート東京）をプロデュース。
- 2010年
  - VJOの日本代理人および副プロデューサーに就任。
  - 1月 - VJOの日本代理人(Japanese Coordinator)に就任。
  - 10月 - VJO双頭リーダーの一人Douglas Purvianceのトークショーをプロデュース。
  - 11月 - 日本ツアー中のVJOによるビッグバンドワークショップをプロデュース。
  - 11月 - VJO 2度目の日本ツアー（ビルボードライブ大阪・東京）をプロデュース。
- 2011年
  - グラミー賞ノミネート（The Vanguard Jazz Orchestra「Forever Lasting - Live in Tokyo」副プロデューサーとして）。
  - 6月 - アルバム「Forever Lasting - Live in Tokyo」の副プロデューサー・アートディレクター・ゲストピアニストとして参加。Douglas Purviace・跡部徹共著『前に進む力』のコーディネーター。
  - 12月 - VJO 3度目の日本ツアー（ビルボードライブ東京・大阪）とビッグバンドワークショップをプロデュース。
- 2012年
  - Intelコマーシャル映像に楽曲提供&出演、世界的サックス奏者Steve Wilsonへ楽曲提供、ジャズの殿堂Village Vanguardで録音されCDに収録される。
  - オーストラリア大使館（東京）にて演奏。
  - 11月 - VJO 4度目の日本ツアー（ビルボードライブ大阪・東京）とビッグバンドワークショップをプロデュース。
- 2013年7月 - VJO 5度目の日本ツアー、プロデュースに加え、ピアニストとして参加。青森八戸ジャズフェスティバルとの連携。
- 2014年
  - 米国ニューヨークでリーダー・ビッグバンド初ライブを実施。The Vanguard Jazz Orchestra日本ツアーにピアニストとして参加。
  - グラミー賞ノミネート（The Vanguard Jazz Orchestra「OverTime – Music of Bob Brookmeyer」副プロデューサーとして）。
  - 6月-8月 - アルバム「OverTime - Music of Bob Brookmeyer」に副プロデューサー・デザイン面のクリエイティブディレクターとして参加。
  - VJO 6度目の日本ツアーをプロデュース。
- 2015年
  - NYJWJC（New York Japanese Women Jazz Composers）を作曲家垣谷明日香と創設、コラボレーション・コンサートを実施。United Nation's International Schoolに開催されたInternational Haiku Contest セレモニーにて演奏。
  - 茨城県・ラジオ「茨城放送」共同企画「先輩からのメッセージ」にて講演。
- 2016年
  - 神奈川県川崎市主催「かわさきジャズ」にて講演。
  - 2月 - VJO 50周年アニバーサリー・ウィークを企画運営。
  - 10月 - 8度目の日本ツアーをプロデュース。ヤマハジャズ・フェスティバル（静岡県浜松市）に参加。
- 2017年
  - 2月 - シカゴのElmhurst College Jazz FestivalにVJOの教育プログラム担当者として随行。
  - 7月 - 自身のビッグバンドをJazz Orchestra Miggy Augmentedと改名し、老舗ジャズクラブ「BIRDLAND」で演奏。
  - 8月 - 米国NYでデビューアルバムをレコーディング。
- 2018年 - オーストラリアPerthにてYouth Orchestraとのワークショップ・演奏を4日間開催。
- 2019年 ジェローム基金「ジェローム・ヒル・アーティスト・フェローシップ」一期生に選出
- 2020年 NY市長室が選ぶ94組の優秀な女性芸術家のひとりに選出 - 2021年 ジョン・レノン作曲賞ジャズ部門準優勝
- 2024年 -5月22日にテレビ朝日「徹子の部屋」に「NYを沸かせる日本人女性ミュージシャン！ジャズ作曲家・ピアニスト　宮嶋みぎわ」というテーマで出演

## ディスコグラフィ
- 『Colorful』  - Colorful 2018年[2]
- 『Tokyo, NY, Jazz and Pop』 - Tokyo, NY, Jazz and Pop 2023年[3]

## 出演

### テレビ
- 徹子の部屋 (2024年5月22日、テレビ朝日)[4]